# Réception de commande
 (octobre 2019).
La réception de commandes est un des processus logistiques de l'entreposage. Elle correspond au point de transfert de propriété entre un fournisseur et un client. Elle constitue une étape de contrôle importante garantissant la conformité de la marchandise avant son intégration dans le stock de l'entreprise.

## Principales étapes
Les principales étapes du processus de réception sont :
- Contrôle documentaire
- Déchargement de la marchandise
- Contrôle quantitatif et qualitatif
- Intégration de la marchandise reçue dans le stock de l'entreprise.